# خوانفری
خوانفری (انگلیسی: Juanfri؛ زادهٔ ۱ اکتبر ۱۹۸۹) بازیکن فوتبال اهل اسپانیا است.
از باشگاه‌هایی که در آن بازی کرده‌است می‌توان به باشگاه فوتبال مالاگا اشاره کرد.